# Birgitta Molin
Birgitta Matilda Molin, född 4 april 1938 i Karlshamn i Blekinge, död 3 februari 2022, var en svensk skådespelare.
Hon är begravd på Lidingö kyrkogård.

## Filmografi (urval)
- 1965 – Åsa-Nisse slår till
- 1966 – Om kineser
- 1968 – Bamse
- 1969 – Mej och dej
- 1971 – Exponerad
- 1972 – Kärlek - så gör vi. Brev till Inge och Sten
- 1973 – Baksmälla
- 1973 – Smutsiga fingrar